# Edmund Evans

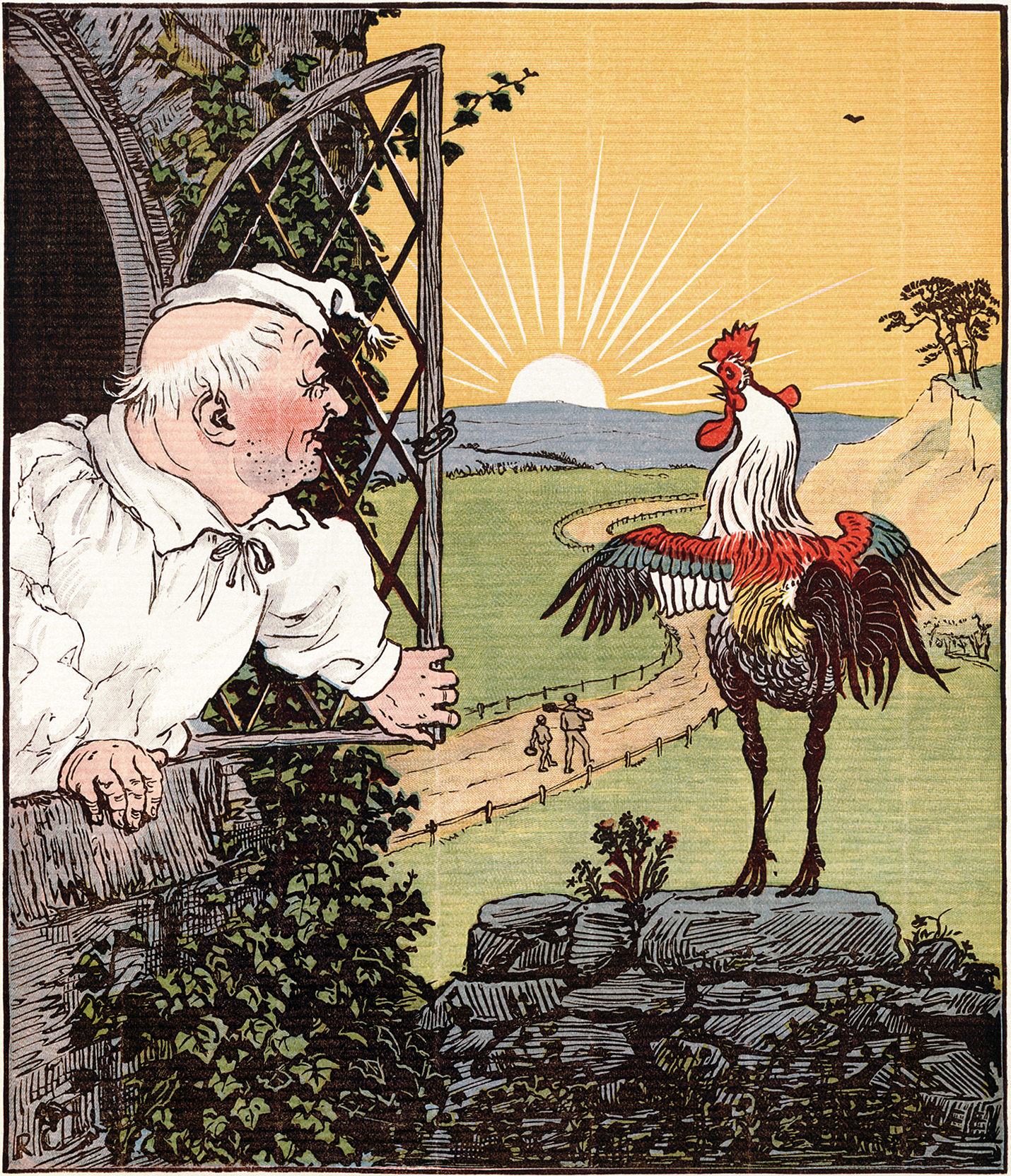
Ilustração de This Is the House That Jack Built em The Complete Collection of Pictures & Songs; gravura e impressão de Edmund Evans, ilustrado por Randolph Caldecott (1887)

Edmund Evans (23 de Fevereiro de 1826 – 21 de Agosto de 1905) foi um gravador e impressor inglês durante a Era vitoriana. Evans especializou-se em em impressões totalmente coloridas, as quais, parcialmente devido ao seu trabalho, se tornaram populares em meados do século XIX. Evans tinha como seus colaboradores Walter Crane, Randolph Caldecott, Kate Greenaway e Richard Doyle, que produziram alguns clássicos da literatura infanto-juvenil. Embora pouco se saiba sobre a sua vida, Evans escreveu uma pequena autobiografia, antes de morrer em 1905, na qual descreve a sua vida como impressor na cidade de Londres.
Depois de passasr por um período como aprendiz, Evans decidiu seguir o seu próprio negócio. No início da década de 1850, já tinha estabelecido uma reputação como impressor de capas de romances de baixa qualidade narrativa. No início da década seguinte, começou a imprimir livros infantis em associação com a gráfica Routledge and Warne. A sua intenção era produzir livros para crianças que tivessem uma boa apresentação mas fossem baratos. Durante três décadas produziu vários volumes por ano, primeiro ilustrados por Crane e, mais tarde, por Caldecott e Greenaway.
Evans utilizou uma técnica de impressão com blocos de madeira, conhecida como cromoxilografia, que era utilizada para a impressão de livros em série, de forma económica, e de livros infantis que necessitassem de poucas cores, para assim maximizar os lucros. No entanto, esta técnica permitia uma variedade de matizes e tons que eram produzidos por mistura de cores. O processo era complicado e exigia uma gravação complexa para para atingir os melhores resultados. Evans tinha um jeito peculiar para o detalhe, e utilizava uma prensa móvel e dúzias de blocos coloridos para uma única imagem. Evans destacou-se como um dos principais impressores em madeira e em cores do Reino Unido durante a segunda metade do século XIX.